# Neobouteloua
Neobouteloua là một chi thực vật có hoa trong họ Hòa thảo (Poaceae).

## Loài
Chi Neobouteloua gồm các loài: